# Armin Wolf (Sportjournalist)
Armin Wolf (* 15. Februar 1961 in Regensburg) ist ein deutscher Sportjournalist und -reporter.

## Karriere
Wolf absolvierte 1980 am Goethe-Gymnasium in Regensburg das Abitur und begann nach seiner Bundeswehrzeit ein Studium an der Universität Regensburg für Deutsch, Geschichte und Sozialkunde im Bereich Lehramt für Gymnasien. Von 1989 bis 1991 durchlief er eine Ausbildung zum Industriekaufmann bei einer Chemiefirma in Abensberg, in der er bis 1997 beschäftigt war.
Seit 1982 war Wolf freier Mitarbeiter im Bereich Sport bei Tages- und Wochenzeitungen sowie bei Sportfachzeitschriften.
1988 startete er seine Rundfunk-Karriere beim Regensburger Lokalrundfunksender Radio Donauspatz (heute gong fm) mit einem Interview mit dem damaligen Fußballtrainer Dettmar Cramer. Nach dem Zusammenschluss der Radiosender gong fm und Charivari Regensburg im Jahr 1991 zum Funkhaus Regensburg war Armin Wolf als Sportreporter für beide Stationen aktiv. Von 1995 bis 1997 leitete Armin Wolf zusätzlich die Eishockey-Redaktion des lokalen Fernsehsenders TVA. Von 1997 bis 2020 war er Sportchef beim Funkhaus Regensburg. Seit 2020 ist er freier Sportjournalist und Moderator und arbeitet für die Katholische Jugendfürsorge Regensburg als Social-Sponsoring-Experte.
Wolf ist vor allem für seine Live-Übertragungen aus dem Bereich Fußball, Eishockey und Judo bekannt geworden. Von seinen Fans wird er auch die „Sportstimme Ostbayerns“ genannt. Darüber hinaus werden seine Kompetenzen auch von Rundfunkstationen in ganz Deutschland für Live-Übertragungen hauptsächlich im Bereich Eishockey genutzt.
Wolf lebt in Regensburg und ist seit dem 4. August 2007 verheiratet.

## Auszeichnungen
- 1994: Anerkennungspreis der Bayerischen Landeszentrale für neue Medien (BLM) im Bereich Sportjournalismus (für eine Eishockey-Reportage)
- 1996: Anerkennungspreis der Bayerischen Landeszentrale für neue Medien (BLM) im Bereich Sportjournalismus (für eine Judo-Reportage)
- 1999: Ernennung zum WM-Botschafter der Stadt Regensburg für die Bewerbung zur Eishockey-WM
- 2006: Auszeichnung durch die Stadt Regensburg mit der Ratisbona Verdienstnadel in Silber für Verdienste im Bereich Sport für die Stadt Regensburg
- 2013: Auszeichnung durch die Stadt Schwandorf mit der Konrad-Max-Kunz-Medaille für die Verdienste im Bereich Sport für die Stadt Schwandorf
- 2016: Auszeichnung durch den Landkreissportverband Schwandorf, Oberpfälzer Schützenbund und Bayerischer Landessportverband für die Verdienste um den Sport
- 2017: Ehrung für sein Lebenswerk bei der Gala "Wahl zum Sportler des Jahres in Ostbayern"
- 2023: Auszeichnung mit dem goldenen Tropfen der KJS für besondere Verdienste um die Jugendsozialarbeit
- 2023: Auszeichnung mit der Verdienstmedaille des Verdienstordens der Bundesrepublik Deutschland

## Armin-Wolf-Arena
1997 wurde in Regensburg das modernste Baseball-Stadion Deutschlands errichtet, in dem der Baseball-Bundesligist Guggenberger Legionäre seine Heimspiele austrägt. Als Dankeschön für seine Hilfe bei der Planung, Errichtung und Finanzierung des Stadions wurde Armin Wolf als Namensgeber ausgewählt. Die Armin-Wolf-Arena war 2009 Austragungsort einer Vorrundengruppe der Baseball-Weltmeisterschaft. Die Arena wurde dafür für 1,5 Millionen Euro modernisiert und das Fassungsvermögen vorübergehend auf über 10.000 Zuschauer erhöht. Bei der WM traten neben der deutschen Nationalmannschaft auch die Teams aus den USA und aus China in der Armin-Wolf-Arena an. Das Stadion war auch Austragungsort bei der WM 2012. Kanada, Tschechien, Deutschland und Großbritannien trafen dabei aufeinander. 2016 wurde das Sportinternat Regensburg an die Armin-Wolf-Arena angegliedert. Es bietet Wohn- und Trainingsmöglichkeit für 30 junge Sportler.